# Spostamento verso il blu

Spostamento verso il rosso e Spostamento verso il blu

Lo spostamento verso il blu (chiamato anche effetto ipsocromo o, in inglese blueshift) è il fenomeno opposto dello spostamento verso il rosso, il quale ha una certa importanza in ambito astronomico.

## Descrizione
La causa principale del fenomeno è l'effetto Doppler applicato alle onde elettromagnetiche.
L'effetto si presenta quando un'onda elettromagnetica (come la luce) emessa da una sorgente in avvicinamento, viene vista da un osservatore fermo, il quale vedrà la frequenza di quest'onda aumentare, spostandosi cioè verso la parte blu dello spettro elettromagnetico, con una conseguente diminuzione della lunghezza d'onda.
In ambito astronomico, lo spettro della maggior parte degli oggetti distanti, come le galassie, appare spostato verso il rosso, per effetto dell'allontanamento reciproco delle galassie dovuto all'espansione dell'Universo.
Ci sono comunque anche alcuni oggetti che presentano uno spostamento verso il blu:
- La galassia di Andromeda, che si sta muovendo verso noi nel Gruppo Locale;
- Il lato che ruota verso noi quando osserviamo delle galassie a spirale;
- I Blazar (nuclei di un tipo di galassie attive) che creano getti relativistici rivolti nella nostra direzione, emettendo radiazione di sincrotrone e radiazione di frenamento;
- Le stelle vicine come la Stella di Barnard si stanno muovendo verso noi, facendo risultare un piccolissimo spostamento verso il blu.
- Lo spostamento verso il blu di oggetti distanti con un alto valore di redshift (z) può essere sottratto dal redshift gravitazionale per determinare il moto relativo collegato all'espansione dell'Universo.[3]

Le cause principali del fenomeno in astronomia sono quindi l'avvicinamento di un oggetto oppure effetti gravitazionali.

## Blushift gravitazionale
A differenza del blueshift collegato all'effetto Doppler, causato dal movimento della sorgente verso l'osservatore e dipendente dall'angolo di ricezione del fotone incidente, il blueshift gravitazionale è assoluto e non dipende dall'angolo di incidenza del fotone, ma solo dal potenziale gravitazionale in cui il fotone va a cadere.
Questo effetto è una conseguenza del principio di conservazione dell'energia e dell'equivalenza massa ed energia, ed è stato confermato sperimentalmente nel 1959 dall'esperimento di Pound-Rebka. Lo spostamento verso il blu gravitazionale contribuisce all'anisotropia della radiazione cosmica di fondo attraverso l'effetto Sachs-Wolfe: quando un pozzo gravitazionale si modifica per effetto del passaggio di un fotone, il blushift all'ingresso sarà differente dal redshift gravitazionale del fotone in uscita.

### Blue outliers
Alcune galassie attive lontane mostrano un blueshift nelle linee dell'O III del loro spettro di emissione. Uno dei più alti valori di questo tipo si trova nel quasar a linea stretta PG 1543+489, che ha una velocità relativa di -1150 km/s (il segno meno indica un movimento in avvicinamento rispetto al sistema solare). Questi tipi di galassie sono chiamate "blue outliers" (cioè anomalie blu).